# Laurent Davezies
 (juin 2018).
Si vous disposez d'ouvrages ou d'articles de référence ou si vous connaissez des sites web de qualité traitant du thème abordé ici, merci de compléter l'article en donnant les références utiles à sa vérifiabilité et en les liant à la section « Notes et références ».
Pour les articles homonymes, voir Davezies.
Laurent Davezies, né le 3 décembre 1952, est professeur au CNAM et expert indépendant dans le domaine de l'économie territoriale.

## Biographie

### Jeunesse et études
Il obtient son doctorat en économie à l'Institut d'études politiques de Paris. Sa thèse d'habilitation à diriger des recherches, soutenue en 1993 à l'Institut d'urbanisme de Paris, porte sur les disparités territoriales.

### Parcours universitaire
Il commence sa carrière universitaire comme maître de conférences dans les années 1970. 
Il a enseigné l'économie et le développement territorial dans les DESS et DEA de l'Institut d'urbanisme de Paris, qu'il a dirigé dans les années 1990.
Il a enseigné dans le master « Stratégies territoriales et urbaines » à l'Institut d'études politiques de Paris et « Maîtrise d’ouvrage publique des projets urbains » de l'Institut d'urbanisme de Paris.
Il devient ensuite professeur au CNAM, titulaire de la chaire « Économie et développement des territoires ». Il enseigne dans le master "Territoires", en formation continue, du CNAM.

### Parcours de consultant
Il travaille comme chercheur ou consultant pour des institutions françaises et étrangères. 
Au niveau national, il est consultant pour la Datar, le Conseil d'analyse économique, DIV, le ministère de l'Urbanisme, des Affaires sociales, de l'Intérieur, du Tourisme, l'INSEE, et différentes collectivités locales françaises (régions, conseils généraux et communautés d'agglomération). Il a mené de nombreux diagnostics territoriaux pour le compte de collectivités territoriales, notamment pour Paris où il a été responsable des études économiques dans le cadre du PLU, le Puy-en-Velay, le Pays basque, le Nord-Pas-de-Calais, Brest et le Finistère, l'Hérault, la communauté d'agglomération de Nice, celles de Saint-Nazaire et de Nantes...
A l'international, il travaille à Londres, ainsi que pour les Portugais, Suédois, Danois. Il est consulté par différentes organisations internationales, notamment la Banque mondiale, l'Union européenne ou l'OCDE où il a été pendant une quinzaine d'années consultant/rapporteur régulier du groupe de travail sur les politiques régionales dans les pays membres. 
Il a récemment été amené à rédiger un ouvrage pour l'OCDE sur l'évaluation des problèmes et des politiques territoriales du gouvernement mexicain, il a été désigné par le Conseil des ministres européens pour représenter la France dans le groupe chargé de l'établissement de deux chapitres du SDEC (Schéma de développement de l'espace communautaire), il a contribué au premier rapport sur la Cohésion de la Commission européenne, au second et troisième rapport sur la pauvreté (2001-2002 et 2003) de l'Observatoire national de la pauvreté et de l'exclusion, il a siégé au comité stratégique de la Datar (2002-2003) chargé du rapport au Premier ministre sur l'aménagement du territoire. 
Il est a été membre du Conseil de développement de la Ville de Paris, du groupe transversal "Racines", du Commissariat au plan, du Conseil de prospective de la Datar, du comité de pilotage de l'Observatoire des Territoires de la Datar, du Comité de direction de l'IHEDATE... Il siège au comité de rédaction des revues Pouvoirs Locaux et Regional Studies. 

## Domaines de recherche
Ses travaux de recherche portent essentiellement sur les politiques régionales, les politiques urbaines et de développement économique local et les politiques financières publiques, aussi bien en France, dans les pays industriels que les pays en développement. Ses travaux se sont développés au sein de l'OEIL, une petite équipe de recherche fondée il y a 30 ans par Rémy Prud'homme, économiste.  
En 2012, il publie au Seuil La crise qui vient. La nouvelle fracture territoriale, récompensé par plusieurs prix.

## Publications
- La République et ses territoires : la circulation invisible des richesses, éditions du Seuil, 10 janvier 2008  (ISBN 2020925583)
- Avec Magali Talandier, Repenser le développement territorial ? Confrontation des modèles d'analyse et des tendances observées dans les pays développés, La Documentation française, 21 juillet 2009  (ISBN 2110970340)
- « La crise et nos territoires : premiers impacts », rapport préparé pour l'assemblée des Communautés de France et l'institut Caisse des dépôts pour la Recherche, octobre 2010[5]
- La crise qui vient. La nouvelle fracture territoriale. éditions du Seuil, coll. « La République des idées »[6], 18 octobre 2012 Prix 2013 de l'École nationale supérieure de sécurité sociale, catégorie « perspectives » ; prix 2013 « Risques » Les Échos/Radio Classique.
- Avec Magali Talandier, L'Émergence de systèmes productivo-résidentiels. Territoires productifs, territoires résidentiels, quelles interactions ? La Documentation française-CGET, Travaux n° 19, 2014
- Avec Thierry Pech, La Nouvelle Question territoriale, note Terra Nova, septembre 2014.
- Le Nouvel Égoïsme territorial. Le grand malaise des nations, éditions du Seuil, 5 mars 2015